# Guglielmo IV del Monferrato
Guglielmo IV degli Aleramici (1030/1035 – 1100), figlio del marchese Ottone II degli Aleramici e di Costanza di Savoia, fu marchese del Monferrato dal 1084 alla morte.

## Biografia

### Infanzia
Guglielmo IV nacque tra il 1030 e il 1035, figlio del marchese Ottone II degli Aleramici e di Costanza di Savoia.

### Marchese del Monferrato
Viene citato per la prima volta in un documento del 1059 redatto a Savona, nel quale egli limita il suo potere sulla città, probabilmente indotto dalle richieste della cittadinanza.
In un altro documento, del 1093, nel quale Enrico IV di Franconia dona il monastero di Breme alla chiesa di Pavia, viene citato tra i presenti anche il marchese Guglielmo IV.
L'atto più importante che riguarda Guglielmo IV è però datato 15 settembre 1096, nel quale vengono concessi alla Chiesa di Santo Stefano di Allein (Valle d'Aosta) i diritti che i Monferrato possedevano sulla stessa (il documento in latino: Uvilielmus marchio filius quondam Uvilielmi et Ota iugalis eius filia quondam Tebaldi et Uvilielmus filius presicti Uvilielmi et Ote, et Oto filius item Otonis, seu Petrus filius Roberti, atque coniunx eius Ermengarda filia predicti Tebaldi et Tezo filius iamdicti Petri et Ermengarde).

### Morte
Guglielmo IV morì nel 1100 e gli succedette il figlio Ranieri, nato dal secondo matrimonio con Otta di Agliè.

## Discendenza
Dal matrimonio con la prima moglie, il cui nome è ignoto, nacquero due figli:
- Enrico il Balbo (*? †?), marchese della Rocchetta;
- Guglielmo (*? †?).

Dal matrimonio con la seconda moglie Otta, figlia di Tibaldo di Agliè, nacque un figlio maschio:
- Ranieri (*1075 †1137), succedette al padre nel Marchesato del Monferrato.

## Ascendenza
|                              |                  |                       | Genitori             |  |  | Nonni |  |  | Bisnonni                |  |  | Trisnonni              |  |
|                              |                  |                       |                      |  |  |       |  |  | Ottone I del Monferrato |  |  | Aleramo del Monferrato |  |
|                              |                  |                       |                      |  |  |       |  |  | Ottone I del Monferrato |  |  | Aleramo del Monferrato |  |
|                              |                  | …                     |                      |  |  |       |  |  | Ottone I del Monferrato |  |  |                        |  |
| Guglielmo III del Monferrato |                  |                       |                      |  |  |       |  |  | Ottone I del Monferrato |  |  |                        |  |
|                              |                  | …                     | …                    |  |  |       |  |  |                         |  |  |                        |  |
|                              |                  | …                     | …                    |  |  |       |  |  |                         |  |  |                        |  |
|                              |                  | …                     | …                    |  |  |       |  |  |                         |  |  |                        |  |
| Ottone II del Monferrato     |                  | …                     |                      |  |  |       |  |  |                         |  |  |                        |  |
|                              |                  | …                     | …                    |  |  |       |  |  |                         |  |  |                        |  |
|                              |                  | …                     | …                    |  |  |       |  |  |                         |  |  |                        |  |
|                              |                  | …                     | …                    |  |  |       |  |  |                         |  |  |                        |  |
| Waza                         |                  | …                     |                      |  |  |       |  |  |                         |  |  |                        |  |
|                              |                  | …                     | …                    |  |  |       |  |  |                         |  |  |                        |  |
|                              |                  | …                     | …                    |  |  |       |  |  |                         |  |  |                        |  |
|                              |                  | …                     | …                    |  |  |       |  |  |                         |  |  |                        |  |
| Guglielmo IV del Monferrato  |                  | …                     |                      |  |  |       |  |  |                         |  |  |                        |  |
|                              | Oddone di Savoia | Umberto I Biancamano  |                      |  |  |       |  |  |                         |  |  |                        |  |
|                              | Oddone di Savoia | Umberto I Biancamano  |                      |  |  |       |  |  |                         |  |  |                        |  |
|                              | Oddone di Savoia | Ancilia d'Aosta       |                      |  |  |       |  |  |                         |  |  |                        |  |
| Amedeo II di Savoia          | Oddone di Savoia |                       |                      |  |  |       |  |  |                         |  |  |                        |  |
|                              |                  | Adelaide di Susa      | Olderico Manfredi II |  |  |       |  |  |                         |  |  |                        |  |
|                              |                  | Adelaide di Susa      | Olderico Manfredi II |  |  |       |  |  |                         |  |  |                        |  |
|                              |                  | Adelaide di Susa      | Berta di Milano      |  |  |       |  |  |                         |  |  |                        |  |
| Costanza di Savoia           |                  | Adelaide di Susa      |                      |  |  |       |  |  |                         |  |  |                        |  |
|                              |                  | Geroldo II di Ginevra | …                    |  |  |       |  |  |                         |  |  |                        |  |
|                              |                  | Geroldo II di Ginevra | …                    |  |  |       |  |  |                         |  |  |                        |  |
|                              |                  | Geroldo II di Ginevra | …                    |  |  |       |  |  |                         |  |  |                        |  |
| Giovanna di Ginevra          |                  | Geroldo II di Ginevra |                      |  |  |       |  |  |                         |  |  |                        |  |
|                              |                  | Gisella di Borgogna   | …                    |  |  |       |  |  |                         |  |  |                        |  |
|                              |                  | Gisella di Borgogna   | …                    |  |  |       |  |  |                         |  |  |                        |  |
|                              |                  | Gisella di Borgogna   | …                    |  |  |       |  |  |                         |  |  |                        |  |
|                              |                  | Gisella di Borgogna   |                      |  |  |       |  |  |                         |  |  |                        |  |